# Bastia Umbra
Bastìa Umbra (La Bastia in dialetto bastiolo) è un comune italiano di 21 406 abitanti della provincia di Perugia in Umbria, situato nella Valle Umbra, tra Perugia ed Assisi, lungo il fiume Chiascio.

## Geografia fisica

### Territorio
- Altitudine media: 200 m s.l.m.
- Altitudine massima: 215 m s.l.m.
- Altitudine minima: 180 m s.l.m.

### Clima
- Classificazione climatica: zona D, 1994 GG

Il comune di Bastia Umbra è l'unico in Umbria che si estende completamente su un'area pianeggiante della parte settentrionale della Valle Umbra, posta a circa 200 m s.l.m. Il clima corrisponde più propriamente alle caratteristiche delle regioni centrali tirreniche italiane. Gli inverni e gli autunni tendono ad essere non troppo rigidi, non di rado ritroviamo il fenomeno della nebbia in special modo in autunno e inverno, dalla fine di novembre fino ai primi di marzo sono possibili estese brinate e gelate notturne. La zona è scarsamente nevosa grazie alla protezione della catena appenninica anche se non è insolito assistere a delle nevicate solitamente coreografiche. In corrispondenza dell'autunno e della primavera abbiamo le piogge più consistenti che accompagnano le perturbazioni atlantiche o comunque precedute da una ventilazione meridionale. Le estati tendono ad essere calde, talvolta afose e scarsamente piovose. La pioggia che precipita in questo periodo dell'anno è legata quasi sempre al fenomeno del temporale di calore.

### Idrografia
Nel territorio di Bastia Umbra scorrono tre corsi d'acqua: il fiume Chiascio, il torrente Tescio e il fosso Cagnola. Gli ultimi due sfociano entrambi nel Chiascio.

## Storia
Sono presenti resti di strutture e tracce archeologiche attribuite all'epoca romana. La località è attestata nell'XI secolo, quando il luogo era chiamato Insula, forse a causa delle numerose inondazioni del fiume Chiascio e alle paludi, risultato del prosciugamento dell'antico Lacus Umber, che avrebbe conferito alla piccola altura l'aspetto di un'isola o di una penisola.
La notizia risale all'anno 1053 e proviene dal sermone di san Pier Damiani su san Rufino, dove gli abitanti della località sono chiamati Isolani. Il toponimo compare nei documenti d'archivio fino al XIV secolo, come Insula Romana o Romanesca.

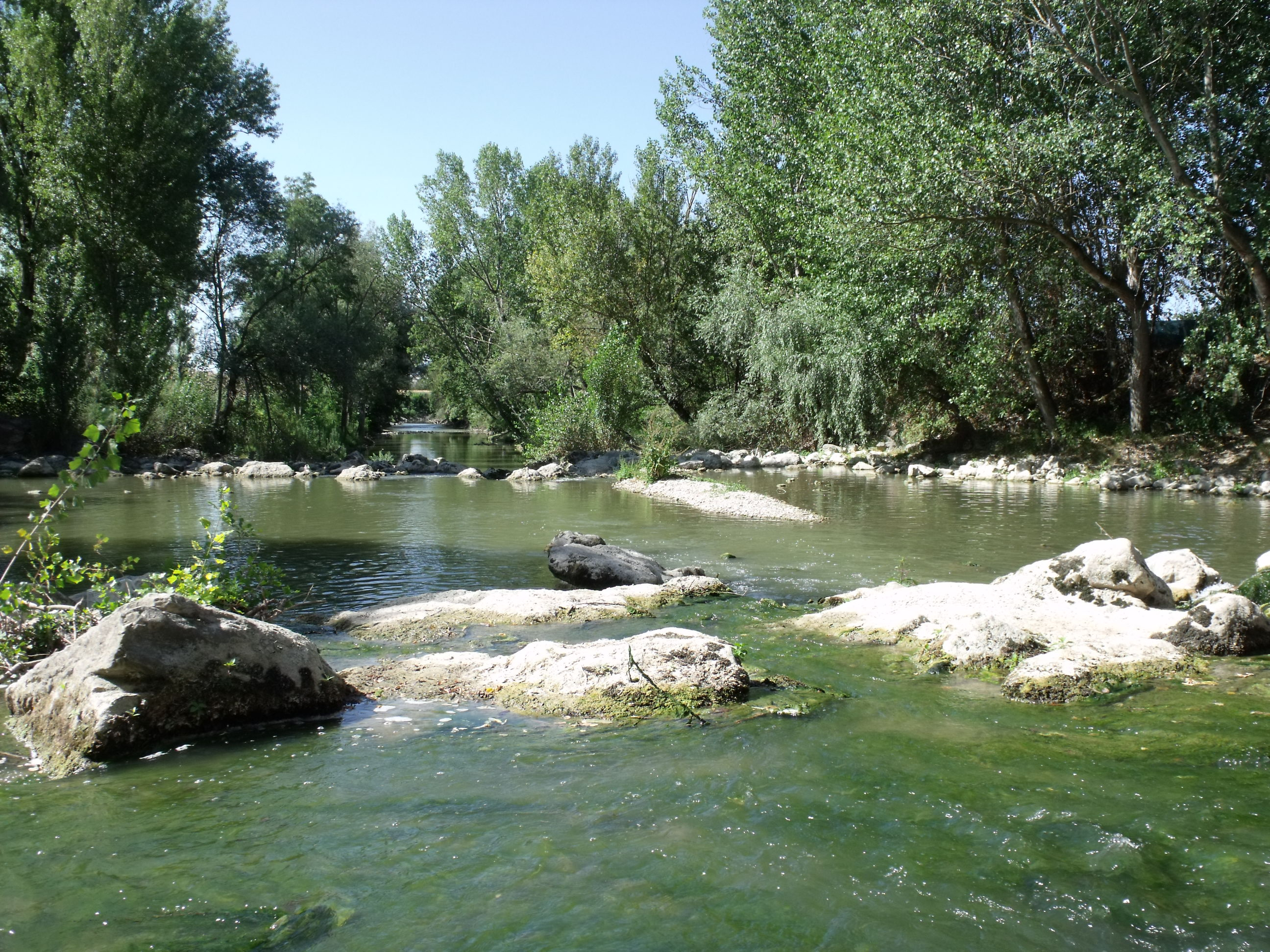
Fiume Chiascio a Bastia Umbra

In un primo tempo, il borgo parteggiò per Assisi e nel 1319 rallentò la marcia delle truppe perugine, resistendo ai loro assalti per sette mesi. Quando alla fine si arrese, fu devastata e le sue fortificazioni furono distrutte, ma ben presto furono ricostruite e il nome di Bastia le fu dato proprio grazie alle sue imponenti opere militari, alle mura ed al castello dotato di 17 torrioni (o "bastioni").
Nel 1340 il castello di Bastia faceva ancora parte del territorio di Assisi, Nel 1380 il comune di Assisi stabilì che si ricostruissero, presso l'Isola, gualchiere e mulini e che venisse fortificato il castello. Lo stemma recava un vomere, testimonianza di un'economia basata prevalentemente sull'agricoltura.
Nel 1397 divenne signore del castello di Bastia il perugino Biordo Michelotti.
Nel 1419 Bastia fu presa dal capitano di ventura Braccio da Montone. Dopo essere ritornata brevemente sotto Assisi, nel 1431 si dette a Malatesta Baglioni e rimase sotto il dominio di questa famiglia fino al 1580, quando passò a Filippo Boncompagni, nipote del papa Gregorio XIII. Per concessione del pontefice, cominciò a tenersi, fin dal 1581, una fiera, che durava dal 17 al 25 settembre di ogni anno.
Nel 1614 Bastia si dava un proprio statuto, staccandosi così per sempre dal comune di Assisi.
Nel 1808 insieme al resto dell'Umbria, fu invasa dall'esercito di Napoleone Bonaparte; nel 1816 ritornò sotto lo Stato Pontificio, finché nel 1861 entrò a far parte del Regno d'Italia.
Nel 1832 e nel 1854 gravi terremoti colpirono anche Bastia, come altri centri dell'Umbria, provocando ingenti danni alle abitazioni ed agli edifici pubblici.
Nel 1926 prese il nome di Bastia Umbra, per distinguerla da altre località aventi lo stesso toponimo.
Durante la seconda guerra mondiale subì bombardamenti che colpirono in particolare gli opifici, la ferrovia e i ponti sul fiume Chiascio.
Dal secondo dopoguerra fino a tutti gli anni novanta del XX secolo ha conosciuto una forte crescita demografica, urbanistica ed economica, grazie alla presenza di stabilimenti industriali (settori alimentare, del tabacco, metalmeccanico, dell'arredamento ed abbigliamento) e di varie piccole-medie imprese agricole, artigianali e commerciali.
Nel 1978 è stato inaugurato il centro fieristico regionale chiamato Umbriafiere, che nel 1987 è stato intitolato a Lodovico Maschiella, politico e giornalista, già sindaco di Bastia Umbra.

### Simboli
Lo stemma e il gonfalone del comune sono stati concessi con decreto del presidente della Repubblica del 24 settembre 2010.
Il gonfalone è un drappo di bianco.

## Monumenti e luoghi d'interesse

### Architetture religiose

#### Chiesa collegiata di Santa Croce

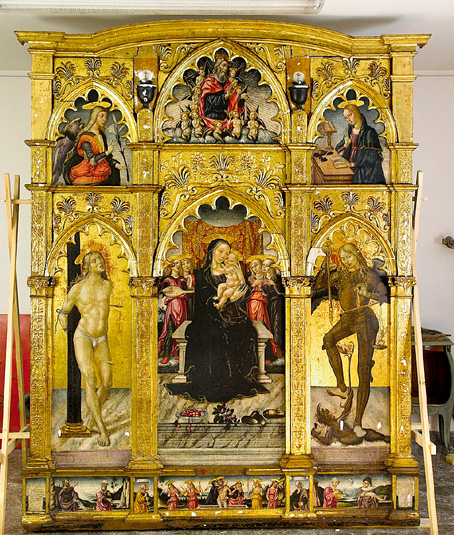
Polittico di Sant'Angelo (1499)

La chiesa collegiata di Santa Croce, situata in piazza Mazzini, venne costruita nel 1295, unitamente ad un convento, dall'ordine dei frati minori. Il convento ospitò per qualche tempo il beato Corrado da Offida, famoso predicatore francescano, che morì a Bastia nel 1306, mentre stava annunciando l'Avvento. I frati minori lasciarono Santa Croce nel 1653 al clero regolare per la volontà pontificia di chiudere i piccoli conventi.
Nel 1788 la chiesa assunse il titolo di chiesa collegiata e parrocchiale: nel 1962 la sede della parrocchia fu trasferita nella chiesa di San Michele Arcangelo.
Dopo il sisma del 1997 la chiesa ha dovuto subire un lungo restauro finalizzato al consolidamento e al restauro della struttura, ha riaperto ufficialmente al culto nel 2012.
L'edificio si presenta con una facciata rivestita in pietra bicroma del Monte Subasio, tetto a capanna, rosone centrale e portale centrale con lunetta dipinta da Domenico Bruschi raffigurante Sant'Elena fra San Sebastiano e San Michele Arcangelo, 1886. 
Il campanile è stato eretto tra il 1835 e il 1839 su progetto dell'architetto Domenico Antonelli; la sua altezza originale è stata in seguito ridotta di un terzo per via dei danni che riportò a causa del terremoto del 1854. Conserva 5 campane a slancio, fuse dalla fonderia Sini di Acquapendente (VT) alcuni anni dopo l'edificazione della torre, ed esattamente nel 1847. La mezzana, cioè la seconda campana più grande, è stata successivamente rifusa dalla fonderia De Poli di Vittorio Veneto (TV) nel 1935; in seguito anche la campana più piccola ha subito una rifusione nel 2004, ad opera della fonderia Capanni di Castelnovo ne' Monti (RE). Nel 1989 le campane sono state tutte quante elettrificate.
L'interno, a navata unica, venne decorato nella navata, nelle cappelle laterali, nel presbiterio e nell'abside da Domenico Bruschi nel 1886, mentre le vetrate, del 1903 e del 1923, sono opera della famiglia perugina Moretti-Caselli. 
L'ambiente conserva molte opere fra le quali la Madonna con Gesù Bambino e angeli (inizio XVI secolo) di ambito umbro-toscano; Madonna con Gesù Bambino e San Luca evangelista (1510) di Tiberio d'Assisi; Miracoli di sant'Antonio abate (XVII secolo) di Cesare Sermei. 
In fondo alla parete sinistra si apre la Cappella del Sacramento, anch'essa decorata da due dipinti murali opera di Domenico Bruschi, raffiguranti, alla parete sinistra, la Cena pasquale ebraica e a quella destra l'Apparizione di Gesù Cristo sulle rive del Lago di Tiberiade. 
Sull’altare della cappella si trova una della più importanti opere presenti nel territorio: il Polittico di Sant’Angelo, eseguito nel 1499 da Niccolò Alunno per l’altare maggiore della scomparsa chiesa di Sant’Angelo. L’opera, fornita ancora della cornice originaria di gusto tardo gotico, è strutturata come un tradizionale polittico a due ordini in cui sono arcate a profilo ogivale, ma anche pilastrini di gusto più rinascimentale, ornati da a candelabre e sormontati da capitelli corinzi. Il polittico raffigura, nel registro superiore Dio Padre e angeli, San Gabriele arcangelo annunciante arcangelo e la Madonna annunciata; al centro la Madonna col Bambino in trono tra angeli, San Sebastiano e San Michele arcangelo. Nella predella è raffigurato Gesù Cristo deposto nel sepolcro con la Madonna, San Giovanni evangelista e angeli;  Re Davide e  Zaccaria; Isaia e  Daniele; Michea  e Geremia.

#### Chiesa di San Paolo delle Abbadesse
La chiesa di San Paolo delle Abbadesse si trova al di fuori del nucleo abitato, oggi annessa al cimitero comunale, costruito nel 1862. È situata presso la confluenza del torrente Tescio con il fiume Chiascio.
L'edificio venne eretto tra l'XI e il XII secolo. Si presenta con un'unica navata con copertura a capanna e campanile a vela. L'abside semicircolare, esternamente decorato da semicolonne, mensole e archetti, presenta al centro una bifora sormontata da un rilievo con due colombe. Nel XII secolo apparteneva ad un monastero benedettino femminile, che nel 1212 accolse santa Chiara d'Assisi.

#### Chiesa di San Rocco
La chiesa di San Rocco è situata all'angolo di via Roma con via Veneto. Venne edificata nei primi decenni del XVI secolo, come ex voto degli abitanti al santo, dopo una pestilenza. La chiesa è simbolo dell'omonimo rione.
Al suo interno sono conservati: un gonfalone processionale raffigurante la Madonna con Gesù Bambino fra San Sebastiano e San Rocco (XVI secolo) di Dono Doni; una statua di San Rocco (inizio XVI secolo) di bottega umbra; il gonfalone processionale con la Madonna della Misericordia fra Sant'Antonio abate e Sant'Antonio da Padova (XVI secolo) di Bernardino di Mariotto.

#### Chiesa parrocchiale di San Michele Arcangelo
La chiesa parrocchiale di San Michele Arcangelo sorge in piazza Mazzini, sul luogo dove un tempo si trovavano due chiese dedicate rispettivamente a Sant'Antonio Abate e alla Buona Morte. Fu costruita su iniziativa dell'allora parroco, don Luigi Toppetti, e progettata dall'architetto Antonio Bindelli, consacrata ed aperta al culto il 29 settembre 1962.
Vi si conservano il portale centrale in bronzo (1962) di Umbro Battaglini, due statue lignee della Madonna, di San Michele Arcangelo e il Presepe (1962) di Flavio Pancheri. Le pale degli altari laterali raffiguranti il Sacro Cuore e la Madonna del Rosario (1962) sono opera di Edgardo Abbozzo. Inoltre, nel battistero sono collocate: la Madonna addolorata (fine XIX secolo) di Vincenzo Rosignoli e Gesù Cristo crocifisso (inizio XVI secolo).

#### Chiesa di San Marco Evangelista
La chiesa di San Marco Evangelista si trova in via Guido Tozzoli, tra i quartieri di XXV Aprile e Santa Lucia; è stata fortemente voluta dall'omonima parrocchia, che per anni ha avuto la sua sede in una piccola sala di un complesso commerciale; la costruzione della chiesa, dalle forme architettoniche moderne, è iniziata nella seconda metà degli anni 2010 e la sua inaugurazione e consacrazione era inizialmente prevista per la Pasqua del 2020 ma a causa della pandemia del COVID-19 ed al conseguente lockdown i lavori di rifinitura sono stati rimandati all'autunno, la chiesa è stata dunque consacrata ed aperta al culto il 25 dicembre del 2020, mentre l'inaugurazione civile ufficiale è avvenuta il 25 aprile del 2021 (giorno della festa del santo a cui la chiesa è intitolata).

### Monumenti

#### Auditorium di Sant'Angelo

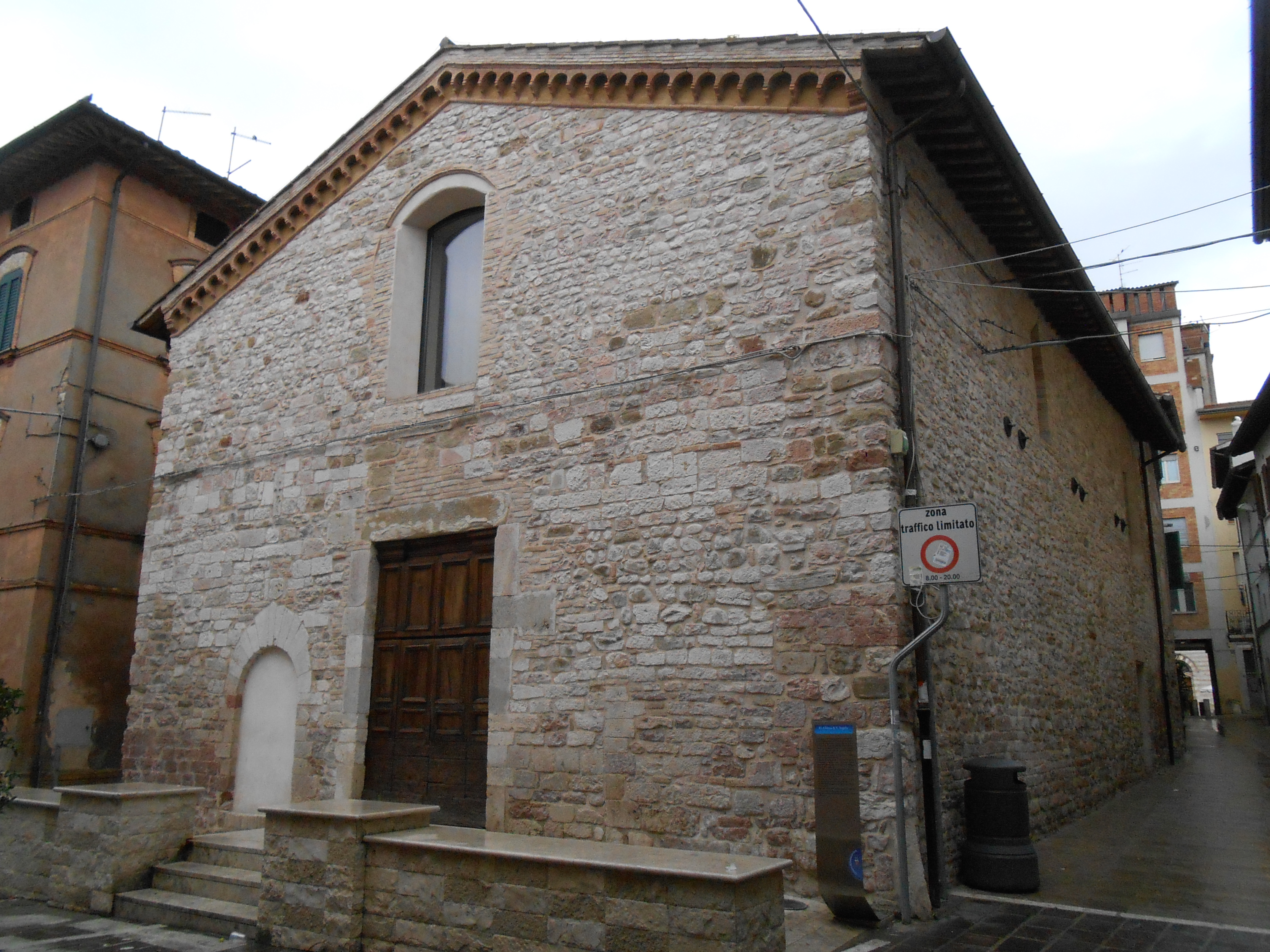
Ex chiesa di Sant'Angelo, oggi auditorium.

L'ex chiesa di Sant'Angelo, situata in piazza Umberto I, si trova dentro il castello ed era la più antica chiesa della città. L'edificio, ricostruito agli inizi del XV secolo, è caratterizzato da una navata unica con copertura a capanna impostata su tre archi a sesto acuto.
La facciata era scandita da due ingressi e da un oculo di cui ancora si leggono le tracce; nella muratura è inserito un frammento di lapide funeraria romana.
I Baglioni, fra la fine del XV e l'inizio del XVI secolo, arricchirono l'interno con numerose opere, commissionate a pittori di scuola umbra (Niccolò Alunno, Tiberio d'Assisi, Orazio Merlini).
Dal 1788, in seguito alla spostamento della sede priorale nella chiesa di Santa Croce, diventata la nuova sede parrocchiale, perse gradualmente importanza. Sconsacrato, e trasferite nel 1899 le opere in Santa Croce, venne utilizzato come deposito. All'inizio del XX secolo fu adibito a sala cinematografica e teatrale della parrocchia. Nel 1955 venne venduto da questa a privati che lo trasformarono in magazzino.
Dopo aver subito gravi danni a seguito del sisma del 1997, il comune ha acquisito la proprietà dell'edificio per poterlo ristrutturare ed adibire ad auditorium cittadino. I lavori di ristrutturazione sono partiti nell'ottobre del 2012 e sono terminati l'8 gennaio 2014 per quanto riguarda la parte esterna ed a novembre 2017 sono terminati quelli all'interno; l'inaugurazione dell'auditorium ha avuto quindi luogo il 2 dicembre 2017.

#### Rocca baglionesca
La Rocca baglionesca, situata fra piazza Umberto I e via della Rocca, è un edificio fortificato caratterizzato dall'andamento speronato del basamento (quasi privo di aperture), da possenti bastioni poligonali sporgenti verso l'esterno e da torri angolari. Nel 1431 divenne sede della famiglia Baglioni che la ricostruirono e consolidarono. Dal XVI secolo, sotto il potere dello Stato della Chiesa, perse la sua funzione militare e venne abbandonata, solo all'inizio del Seicento fu adibita a monastero benedettino femminile.
All'interno della Rocca si trova la chiesa di Sant'Anna, realizzata nel XVIII secolo grazie al contributo economico della contessa perugina Artemisia Baldeschi, e caratterizzata da un'unica navata. Al suo interno sono conservate due tele una con la Madonna con Gesù Bambino fra i Santi Anna, Francesco e Chiara di Francesco Provvidoni (XVIII secolo) e l'altra con San Benedetto di Francesco Appiani (XVIII secolo).

#### Porta Sant'Angelo

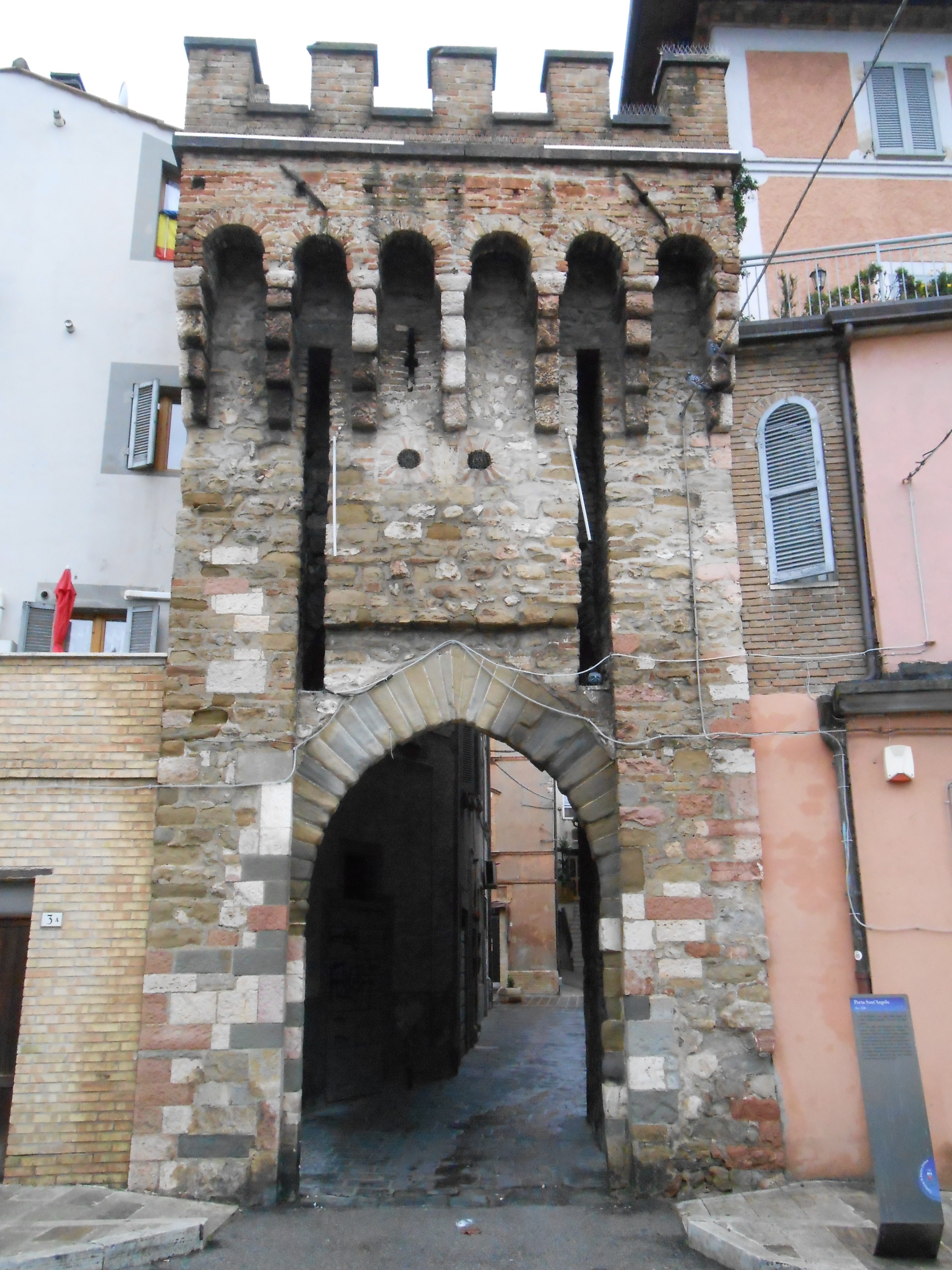
Porta Sant'Angelo

La porta Sant'Angelo, risalente al XIII secolo, è rivolta verso ovest ed è quella meglio conservata tra le cinque porte dell'antico borgo. Al di sopra della volta d'ingresso si trovano due fenditure laterali, che servivano per alloggiare i meccanismi di manovra del ponte levatoio, sostituito successivamente da un piccolo ponte in muratura. Il fossato antistante era alimentato dal fiume Chiascio. Nei primi decenni del Novecento il fossato venne interrato e il ponte demolito per lasciare spazio alla carreggiata stradale. I merli in laterizio che coronano la terminazione della porta sono stati ricostruiti nell'intervento di restauro del 1931.

#### Altri monumenti

##### Ponte sul Chiascio
Il ponte sul Chiascio venne realizzato alla confluenza del torrente Tescio nel fiume Chiascio tra il 1546 e il 1548, su progetto dell'architetto Galeazzo Alessi, per incarico del papa Paolo III. I sostegni delle tre arcate sono decorati da due grandi oculi contenenti rispettivamente le insegne del pontefice committente e di papa Gregorio XIII, che lo fece consolidare fra il 1579 e il 1581.

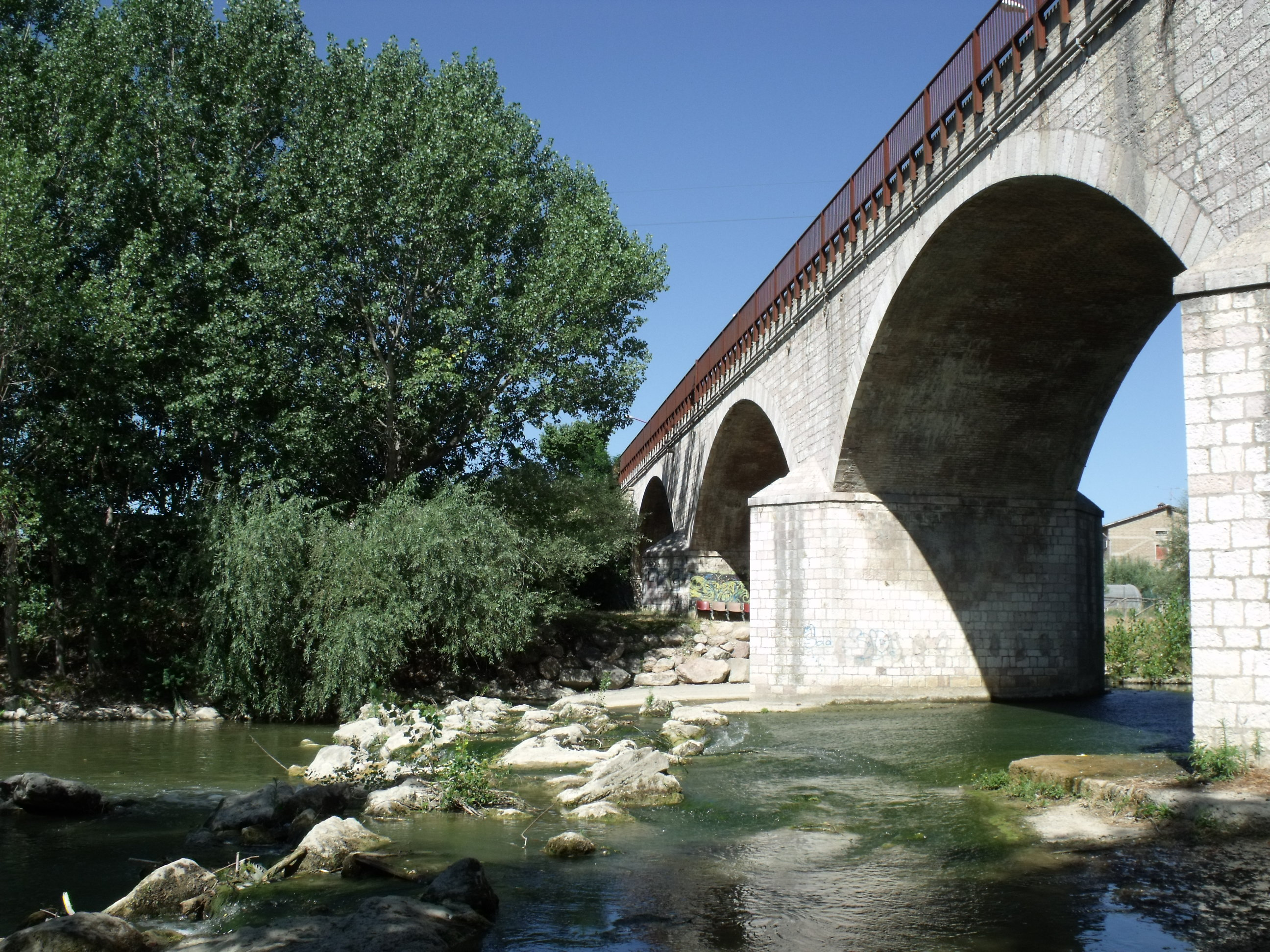
Il ponte sul Chiascio

Il monumento a Colomba Antonietti, situato in piazza Cavour, venne eretto di fronte alla sede municipale in ricordo dell'eroina risorgimentale, nata a Bastia Umbra nel 1826 e morta nel 1849 presso la porta San Pancrazio a Roma combattendo in difesa della Repubblica Romana. Il monumento attuale venne costruito nel 1964, in sostituzione di un altro, opera di Vincenzo Rosignoli, eretto nel 1910 in piazza Mazzini, di cui riutilizza in parte l'impianto decorativo.
Il conservone torre dell'acquedotto, costruito nel 1963, e sito all'incrocio tra Viale Umbria, Via San Costanzo, Via Vietnam e Via San Michele Arcangelo. A partire dal 2008 tale edificio la sera viene illuminato con i colori dei rioni cittadini. Nel mese successivo alla fine del Palio de San Michele (ultima decade di settembre) è rischiarato dal colore del rione vincitore dell'edizione appena conclusa.
Il Centro Gruppi Famiglia, costituito da tre volumi in cemento armato, di pianta rettangolare, fu progettato alla fine degli anni settanta dall'architetto Renzo Piano. Due delle strutture presentano una chiusura vetrata sui lati corti, che può essere oscurata da pannelli scorrevoli in legno. Gli edifici, ad oggi dismessi e fatiscenti, erano impiegati per finalità sociali.

## Società

### Evoluzione demografica
Abitanti censiti

### Etnie e minoranze straniere
Al 31 dicembre 2023 la popolazione straniera era di 2.078 persone, pari al 9,46% dei residenti.

### Lingue e dialetti
Il dialetto bastiolo appartiene al sottogruppo dei dialetti para-mediani, così come accade in tutta l'Umbria nord-occidentale.
Perugia dista poco più di 15 km, pertanto è notevole l'influenza del dialetto perugino, con il quale le differenze sono fonetiche più che lessicali o grammaticali.
Nonostante ciò tanto basta per non considerare il bastiolo una varietà del perugino (mancano i tratti caratteristici come /æ/ in sillaba interna, t e d retroflesse).
Questa divergenza è dovuta all'ulteriore vicinanza con Assisi (7 km), che invece parla un dialetto di transizione con quelli mediani.

### Tradizioni e folclore
In onore del patrono di Bastia Umbra (san Michele Arcangelo festeggiato il 29 settembre), dal 19 al 29 settembre, ha luogo, dal 1962, il palio de San Michele sfida tra i quattro rioni della città con tre prove che si svolgono tutte in Piazza Giuseppe Mazzini, la principale piazza cittadina:
I rioni cittadini che partecipano al palio sono:
- il rione Moncioveta, a sud, simboleggiato dalla fonte Moncioveta e dal colore rosso;
- il rione Portella, a nord, identificato dalla più piccola delle porte cittadine, detta "Portella", dal ponte sul Chiascio e dal colore blu;
- il rione San Rocco, a est, simboleggiato dalla facciata della chiesa di San Rocco e dal colore verde;
- il rione Sant'Angelo, a ovest, rappresentato dal prospetto della porta Sant'Angelo e dal colore giallo.

Nella domenica di Pasqua, la processione della Rinchinata propone il rito tradizionale dell'incontro tra Gesù Cristo risorto con la Madonna. Due processioni, condotte dalla Confraternita della Buona Morte e Cristo Redentore, partono dalla chiesa parrocchiale di San Michele Arcangelo e dalla chiesa collegiata di Santa Croce, trasportando l'una la statua di Gesù Cristo risorto, l'altra quella della Madonna addolorata. Quando i simulacri giungono a poca distanza l'uno dall'altro si salutano con un inchino: dalla simultaneità del movimento, si traggono auspici per l'anno in corso e per il raccolto.

## Cultura

### Eventi

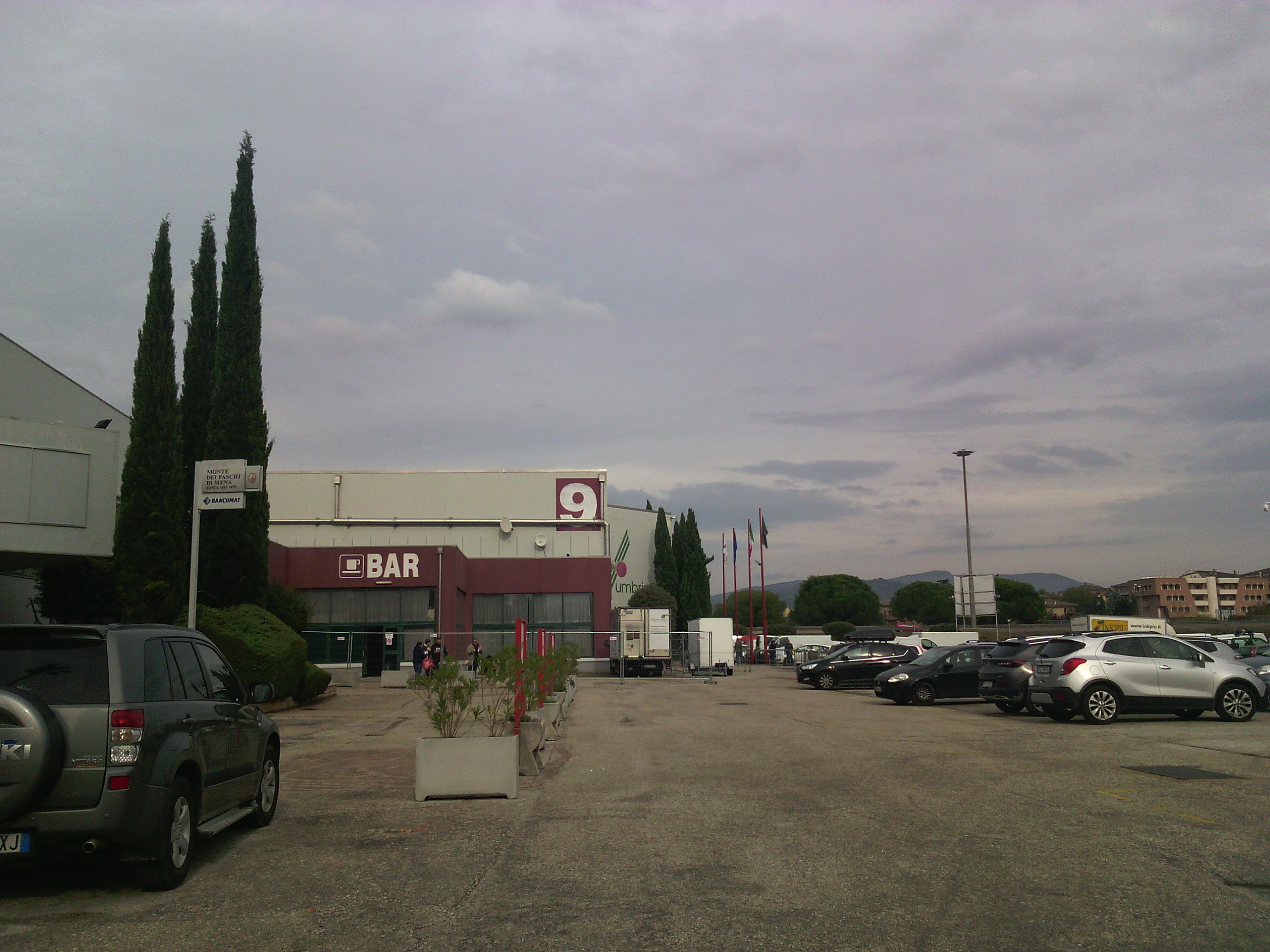
Quartiere fieristico Umbriafiere

- Agriumbria (fine marzo-inizio aprile): si tiene al centro fieristico regionale Umbriafiere ed è una fiera agricola e zootecnica di livello nazionale, dove vengono esposti animali (sia quelli da stalla che quelli da cortile), macchinari per i lavori agricoli di nuova produzione e tutti i vari prodotti che concernono il mondo dell'agricoltura e dell'allevamento. Ha raggiunto 90 000 visitatori nel 2016.
- Mostra mercato internazionale d'Antiquariato di Assisi (aprile): si tiene a Umbriafiere ed è una mostra per collezionisti, storici dell'arte.
- Caccia Village (maggio): si tiene a Umbriafiere, con oltre 300 espositori, è una fiera dedicata a caccia, pesca e tiro a volo. Nel 2014 la manifestazione ha raggiunto 35 000 visitatori.

## Amministrazione
| Periodo        | Periodo        | Primo cittadino    | Partito                                                       | Carica  | Note          |
| -------------- | -------------- | ------------------ | ------------------------------------------------------------- | ------- | ------------- |
| 10 luglio 1985 | 27 giugno 1990 | Vannio Brozzi      | Partito Comunista Italiano                                    | Sindaco | [ 12 ]        |
| 3 luglio 1990  | 23 aprile 1995 | Vannio Brozzi      | Partito Comunista Italiano Partito Democratico della Sinistra | Sindaco | [ 12 ]        |
| 24 aprile 1995 | 13 giugno 1999 | Lazzaro Bogliari   | Partito Democratico della Sinistra                            | Sindaco | [ 12 ] [ 13 ] |
| 14 giugno 1999 | 13 giugno 2004 | Lazzaro Bogliari   | Coalizione di Centro-sinistra                                 | Sindaco | [ 12 ] [ 14 ] |
| 14 giugno 2004 | 21 giugno 2009 | Francesco Lombardi | Coalizione di Centro-sinistra                                 | Sindaco | [ 12 ] [ 15 ] |
| 22 giugno 2009 | 8 giugno 2014  | Stefano Ansideri   | Coalizione di Centro-destra                                   | Sindaco | [ 12 ] [ 16 ] |
| 9 giugno 2014  | 8 giugno 2019  | Stefano Ansideri   | Coalizione di Centro-destra                                   | Sindaco | [ 12 ] [ 17 ] |
| 9 giugno 2019  | 23 giugno 2024 | Paola Lungarotti   | Coalizione di Centro-destra                                   | Sindaco | [ 12 ]        |
| 24 giugno 2024 | in carica      | Erigo Pecci        | Coalizione di Centro-sinistra                                 | Sindaco | [ 12 ]        |

- Sede municipale: piazza Cavour, 19 - 06083 Bastia Umbra (PG)

### Gemellaggi
- Höchberg, dal 1989
- Sant Sadurní d'Anoia, dal 1990
- Luz-Saint-Sauveur, dal 1998
- Karancslapujto, dal 2004

## Sport

### Calcio
La principale squadra di calcio della città è l' A.C. Bastia 1924 Calcio che milita nell'Eccellenza. 
A partire dal 2001, nei primi giorni di gennaio viene organizzato il Torneo Internazionale di Calcio Città di Bastia – Fratelli Medici riservato alle squadre della categoria giovanissimi.
L'altra squadra di calcio della città è l' A.S.D. Athletic Club Bastia fondata nel 2012 che milita in Prima Categoria.

### Pallavolo
La Sir Safety Bastia era la squadra di pallavolo maschile, che arrivò fino alla serie A1; dalla stagione 2010-2011 la squadra si è trasferita a Perugia, così da poter disputare le proprie partite casalinghe al Pala Evangelisti, ed ha assunto la denominazione di Sir Safety Umbria Volley Perugia. A Bastia Umbra ha avuto sede anche una squadra di pallavolo femminile, l'Edilizia Passeri Bastia che ha militato dal 2009 al 2016 nel campionato nazionale di serie B1. Attualmente la formazione femminile dell'Ass. Dil. Bastia Volley partecipa al campionato regionale di serie C.

### Podismo
Nel mese di dicembre si tiene l'Invernalissima, una mezza maratona di 21 km: l'edizione 2013 ha contato 1 828 iscritti.
Il 25 aprile viene organizzata una gara di podismo chiamata Cross Country, riservata ai ragazzi fino ai 18 anni.

### Altri sport
A Bastia Umbra è praticata l'atletica leggera (società AS Athlon), la pallamano (società Asalb), il pattinaggio artistico (A.S.D. S'Egidio), il nuoto, il cui Centro Sportivo ha una sezione agonistica, il ciclismo (U.C. Bastia) la ginnastica ritmica (A.S.D Gymnica Bastia) e la danza moderna ed il lyrical jazz (Artedanza).
Inoltre, sono presenti due associazioni di pesca sportiva, pluridecorate a livello regionale e nazionale: Pesca Club Bastia e APS Bastia, la cui sezione "Bass Division Spinning Club" è stata anche campione mondiale a coppie nel 2006 in Portogallo.